# Carlos Alberto Santos (pintor)
Carlos Alberto Santos (Lisboa, 18 de julho de 1933 –  Lisboa, 1 de novembro de 2016) foi um pintor e ilustrador português.

## Biografia
Ao longo da sua carreira, dedicou-se, sobretudo, aos temas da história e da cultura portuguesa.
Começou como ilustrador em 1947, no atelier de publicidade de José David, e trabalhou em empresas como a Fotogravura Nacional e a Agência Portuguesa de Revistas, para a qual foi convidado, tinha então 17 anos, para fazer a ilustração de cromos para o livro «História de Portugal», que se tornou na colecção de maior sucesso no país.
Dado o sucesso da colecção, foi reeditada mais de vinte vezes, percorrendo as gerações de jovens das décadas de 50, 60 e 70, que ainda hoje guardam memórias dos famosos cromos da história de Portugal.
A sua primeira ilustração publicada, a que se seguiram várias outras, aconteceu na revista Camarada nº 11, de 30 de Abril de 1948, acompanhando um conto western de Hermínio Rodrigo da Conceição. A sua estreia nas histórias aos quadradinhos ocorreu ainda aos 16 anos, logo no número inaugural de O Mundo de Aventuras e da própria APR de Aguiar & Dias, a 18 de Agosto de 1949, com a aventurosa História Maravilhosa de João dos Mares.
Ainda no exercício da sua actividade de ilustrador, na Agência Portuguesa de Revistas, publicou mais cinco colecções de cromos: Trajos Típicos de Todo o Mundo (1958); História de Lisboa (1960);  Romeu e Julieta (1969); e Pedro Álvares Cabral (1972). Duas outras colecções  Os Três Mosqueteiros e Robin dos Bosques) foram completadas mas não chegaram a ser editadas.
O seu último projecto na área do cromo tratava-se de um álbum sobre Os Lusíadas, de Luís de Camões, em 1966 – que é a figura da história de Portugal que o pintor mais admira. Essa colecção, completa, teria cerca de 300 cromos, tendo sido ilustradas as estâncias 1 até à 44 do Canto I, através de vinte guaches, dos quais dezoito ainda existem.
Através da arte do cromo, na qual trabalhou durante 20 anos, Carlos Alberto conseguiu o reconhecimento de várias gerações de jovens portugueses, mas foi enquanto pintor de temas da história de Portugal que ficou reconhecido.
Além da produção própria a Agência Portuguesa de Revistas publicou, também, várias dezenas de colecções estrangeiras, tendo Carlos Alberto Santos sido chamado a colaborar na sua adaptação à realidade nacional. De entre as colecções que complementou com novos cromos da sua autoria citam-se Bandeiras do Universo, A Conquista do Espaço, Esquadras de Guerra e Navios e Navegadores.
Uma outra colaboração afim consistiu na ilustração das cadernetas de várias colecções de origem vária. Além da capa de Navios e Navegadores assinou, entre outras, as capas e contra-capas dos álbuns da efémera mas interessante Colecção Clássicos em Miniatura, publicada pela Agência Portuguesa de Revistas em 1973/74. Tratava-se de adaptações de obras literárias incorporando cada uma 60 cromos que reaproveitavam ilustrações executadas cinco anos antes por José Batista para uma colecção de pequenos livros. Ilustrou, assim, três álbuns (Oliver Twist; Os Fidalgos da Casa Mourisca; e O Coronel Chabert).
Enquanto colaborador da editora Amigos do Livro, Lisboa, no período de 1979/87, e em colaboração estreita com o Autor dos textos, Raul Correia, ilustrou, entre outras, as obras/colecções seguintes: A Vida de Jesus (uma das únicas obras da edição mundial, com ilustrações criadas expressamente), Quadros da História de Portugal, As Histórias do Avozinho, Histórias de Todo o Mundo Contadas às Crianças e Lendas Portuguesas. A tiragem global foi superior a 300 000 exemplares, o que ilustra o bom acolhimento que as obras mereceram.
Expôs os seus trabalhos em várias exposições individuais e colectivas, em Portugal e no estrangeiro, em locais como a Sociedade Nacional de Belas Artes, em Lisboa; o Faculty Club of the MIT, em Boston; a Biblioteca Casa da Saudade, em New Bedford; a Biblioteca Pública de Cambridge, entre outros. Está ainda representado em exposições particulares do mundo inteiro.
Em Portugal, algumas telas do pintor podem ser vistas no Museu Militar da cidade do Porto.
O livro História, o terceiro volume da colecção Ser Português que inclui uma compilação de diversas pinturas suas sobre os temas d’ O Mar e d’ O Pensamento Português. Nessa obra estão retratados episódios da história nacional e universal, desde a Idade Média até aos princípios do século XIX, sendo que as reproduções de algumas das pinturas são acompanhadas por uma pequena legenda explicativa.
Igualmente desenhou algumas séries de selos sobre os descobrimentos portugueses e sobre as naus da carreira da Índia.
O professor José Hermano Saraiva recorria muitas vezes, no seu programa A Alma e a Gente, às telas de Carlos Alberto para ilustrar determinadas personalidades e episódios da história de Portugal. Em Julho de 2014, as Colecções PALETA, da Editorial Seleprinter, publica a Biografia de Mestre Carlos Alberto Santos, de autoria do Critico de Arte Afonso Almeida Brandão, com o título «A Persistência da Memória Como Retrato da Alma», à venda nas livrarias da FNAC e Bertrand.
Faleceu a 1 de novembro de 2016, no Hospital Egas Moniz, em Lisboa, aos 83 anos de idade.